# Teenagers from Outer Space
Teenagers from Outer Space este un film SF american din 1959 regizat de Tom Graeff. În rolurile principale joacă actorii David Love, Dawn Anderson, Harvey B. Dunn.
Filmul prezintă aterizarea unei nave spațiale extraterestre pe Pământ pentru a-l folosi ca pe o fermă pentru aprovizionarea cu alimente. Echipajului navei include adolescenți, dintre care doi se opun reciproc unul altuia în activitățile lor. Acest film independent a fost distribuit de Warner Brothers. Filmul a fost prezentat mai târziu într-un episod din Mystery Science Theater 3000.

## Prezentare
O echipă de oameni de știință extratereștrii și un fel de gargon ca un homar uriaș au aterizat pe Pământ. Dotați cu raze dezintegratoare a cărnii, acești extratereștri încep explorarea planetei pentru a o coloniza și a crește gargoni ca hrană. Dar unul dintre ei își dă seama că pe Pământ există un adevărat concept al unității familiare: o valoare care lipsește pe planeta sa de origine. Extraterestrul va face atunci tot posibilul pentru a opri masacrul.

## Actori
| Actor           | Personaj              |                      |
| --------------- | --------------------- | -------------------- |
| David Love      | Derek                 |                      |
| Dawn Bender     | Betty Morgan          | ca Dawn Anderson     |
| Bryan Grant     | Thor                  |                      |
| Harvey B. Dunn  | Grandpa Morgan        |                      |
| Tom Graeff      | Joe Rogers            | ca Tom Lockyear      |
| King Moody      | Spacecraft Captain    | ca Robert King Moody |
| Helen Sage      | Nurse Morse           |                      |
| Frederick Welch | Dr. C.R. Brandt, MD   |                      |
| Carl Dickensen  | Gas Station Attendant |                      |

## Vezi și
- Lista episoadelor din Mystery Science Theater 3000